# 松平賴起
松平賴起（日语：〔〕／ Matsudaira Yorioki，1747年7月30日—1792年9月14日），日本江戶時代中期大名，讚岐高松藩第七代藩主。

## 生涯
松平賴起在延享四年（1747年）出生，是第五代藩主松平賴恭的第四子，後為家臣大久保氏的養子。安永九年（1780年）異母兄長、第六代藩主賴真去世，其子雄丸（即賴儀）只得6歲，於是以他為兄長的養子繼承家督位置。
受天明大饑荒所害，前幾任藩主努力改善的財政付之一炬。寛政元年（1791年）向山周慶製造砂糖成功，砂糖成為高松藩的特產。
寛政四年（1792年）去世，虛歲46，外甥兼養子賴儀繼承家督。